# Okano
Okano es un departamento de la provincia de Woleu-Ntem en Gabón. En octubre de 2013 presentaba una población censada de 16 630 habitantes. Su chef-lieu es Mitzic.
Se encuentra ubicado en el norte del país, junto a la frontera con Guinea Ecuatorial. Recibe su nombre del río Okano, un afluente del río Ogooué que pasa por este departamento.

## Subdivisiones
Contiene cinco subdivisiones de tercer nivel (población en 2013):
- Comuna de Mitzic (8755 habitantes)
- Cantón de Doum (1453 habitantes)
- Cantón de Doumandzou (1840 habitantes)
- Cantón de Lalara (2326 habitantes)
- Cantón de Okala (2256 habitantes)